# Jan Leike
Jan Leike est un chercheur en alignement des intelligences artificielles qui a travaillé chez DeepMind et OpenAI. Il rejoint Anthropic en mai 2024.

## Éducation
Jan Leike obtient son diplôme de premier cycle à l'université de Fribourg-en-Brisgau, en Allemagne. Après avoir obtenu une maîtrise en informatique, il obtient un doctorat en apprentissage automatique à l'université nationale australienne sous la direction de Marcus Hutter.

## Carrière
Jan Leike effectue un stage postdoctoral de six mois au Future of Humanity Institute avant de rejoindre DeepMind pour se concentrer sur la recherche empirique en sûreté des intelligences artificielles, où il collabore avec Shane Legg.

### OpenAI
En 2021, Leike rejoint OpenAI. En juin 2023, lui et Ilya Sutskever deviennent co-dirigeants du nouveau projet de « superalignement », qui vise à déterminer comment aligner les futures superintelligences artificielles en quatre ans afin d'assurer leur sécurité. Ce projet implique l'automatisation de la recherche sur l'alignement de l'IA en utilisant des systèmes d'IA relativement avancés. Sutskever est le scientifique en chef d'OpenAI, et Leike le responsable de l'alignement,. Leike figure dans le Time 100/AI 2023, une liste des 100 personnalités les plus influentes du domaine de l'intelligence artificielle. En mai 2024, Leike annonce sa démission d'OpenAI, à la suite du départ d'Ilya Sutskever, Daniel Kokotajlo et de plusieurs autres employés d'OpenAI en sûreté de l'IA. Leike écrit que « Ces dernières années, la culture et les processus de sécurité ont été relégués au second plan au profit de produits brillants », et qu'il avait « progressivement perdu confiance » dans l'équipe de direction d'OpenAI,,.
En mai 2024, Leike rejoint Anthropic, une entreprise d'IA fondée par d'anciens employés d'OpenAI.